# Ahmad Yanistadion
Het Ahmad Yanistadion is een multifunctioneel stadion in Sumenep, een plaats in Indonesië. Het stadion wordt vooral gebruikt voor voetbalwedstrijden, de voetbalclubs FC Madura en Perssu 1977 Sumenep maken gebruik van dit stadion. In het stadion is plaats voor 15.000 toeschouwers. Het stadion is vernoemd naar Ahmad Yani (1922–1965), Indonesisch commandant.